# Publicidade com palavras-chave
A publicidade com palavras-chave é uma forma de publicidade online na qual um anunciante paga para que um anúncio apareça na lista de resultados quando uma pessoa usa uma frase específica para pesquisar na Web, geralmente empregando um mecanismo de pesquisa. A frase específica é composta por um ou mais termos-chave que estão vinculados a um ou mais anúncios. A forma mais comum de publicidade por palavra-chave, focada em métodos de pagamento, é o pagamento por clique (PPC), com outras formas sendo custo por ação (CPA) ou custo por mil (CPM).
A primeira tentativa documentada de publicidade com palavras-chave foi em 1996, pela empresa de busca OpenText, apenas alguns anos após a primeira tentativa de anúncios em banner. No entanto, o projeto foi logo abandonado. Em 1998, GoTo.com lançou um modelo de publicidade de palavras-chave que foi bem sucedido comercialmente, com uma patente sobre o conceito emitida em 1998. Alegadamente, o Yahoo! tentou algo semelhante nessa época também. Em 1996, Chip Royce, chefe de marketing online da InterZine Productions de Boca Raton, Flórida, abordou o agente de vendas do Yahoo!. Yahoo! obrigado a colocar banners de anúncios direcionados quando a palavra-chave "Golf" foi pesquisada pelo Yahoo! Comercial. Yahoo! mais tarde, transformou essa oportunidade em um programa de marketing formal para toda a sua base de clientes e o promoveu em um artigo de julho de 1996 na agora extinta revista 'Internet Week'.
Google Ads é a plataforma de publicidade de palavras-chave mais conhecida. O Google exibe anúncios de pesquisa segmentados especificamente para as palavras digitadas em uma caixa de pesquisa na página de resultados, e essas palavras-chave fazem com que anúncios segmentados também apareçam em sites de conteúdo com base na interpretação do sistema do Google sobre o assunto em cada página do site. Isso é conhecido como publicidade contextual. Outros motores de busca que oferecem publicidade por palavras-chave incluem o Yahoo! Search Marketing, Bing Ads e Looksmart, além de muitos outros.
Um tipo menos comum de publicidade de palavras-chave hiperlinks palavras individuais dentro do texto de uma página para pequenos pop-ups exibidos ao passar o mouse. Publicidade deste tipo é oferecida por Kontera, Vibrant Media e LinkWorth. A versão do Kontera chama-se ContentLink, a versão da Vibrant Media chama-se IntelliTXT e a versão do LinkWorth chama-se LinkWords. Eles se referem ao seu produto como colocação no texto. Os anunciantes que optarem por testar esse tipo devem exercer moderação para aumentar a aceitação do usuário da Internet.

## Problemas de marca registrada
Houve vários casos de violação de marca registrada apresentados por proprietários de marcas e empresas preocupados com a forma como outros anunciantes de palavras-chave usaram suas marcas registradas ou marcas em publicidade paga por clique ou palavra-chave. Tribunais nos EUA e em todo o mundo têm sido lentos em emitir orientações claras sobre se o uso de marcas registradas como palavras-chave constitui violação de marca registrada. Essa falta de orientação, no entanto, pode ser parcialmente devido ao fato de que a maioria dos casos de publicidade de palavras-chave são resolvidos fora do tribunal e não seguem para julgamento. Isso deixa os tribunais incapazes de tomar decisões legais sobre questões trazidas nesses casos. Como resultado, ainda há muitas perguntas sem resposta sobre a questão de saber se a venda ou compra e uso de uma marca registrada como palavra-chave para acionar anúncios na Internet é uma violação de marca registrada.
Em 2013, o Tribunal de Apelações do Décimo Circuito considerou em Lens.com, Inc. v. 1-800 Contacts, Inc. que o vendedor de lentes de contato on-line Lens.com não cometeu violação de marca registrada quando comprou anúncios de pesquisa usando o concorrente 1-800 Contacts ' marca registrada federal 1800 CONTACTS como palavra-chave. Em agosto de 2016, a Federal Trade Commission apresentou uma reclamação administrativa contra 1-800 Contacts alegando, entre outras coisas, que suas práticas de aplicação de marcas de publicidade de busca restringiram a concorrência de forma irracional em violação da Lei FTC. 1-800 Contacts negou todas as irregularidades e está programado para comparecer perante um juiz de direito administrativo da FTC em abril de 2017.